# Cainnech von Aghaboe

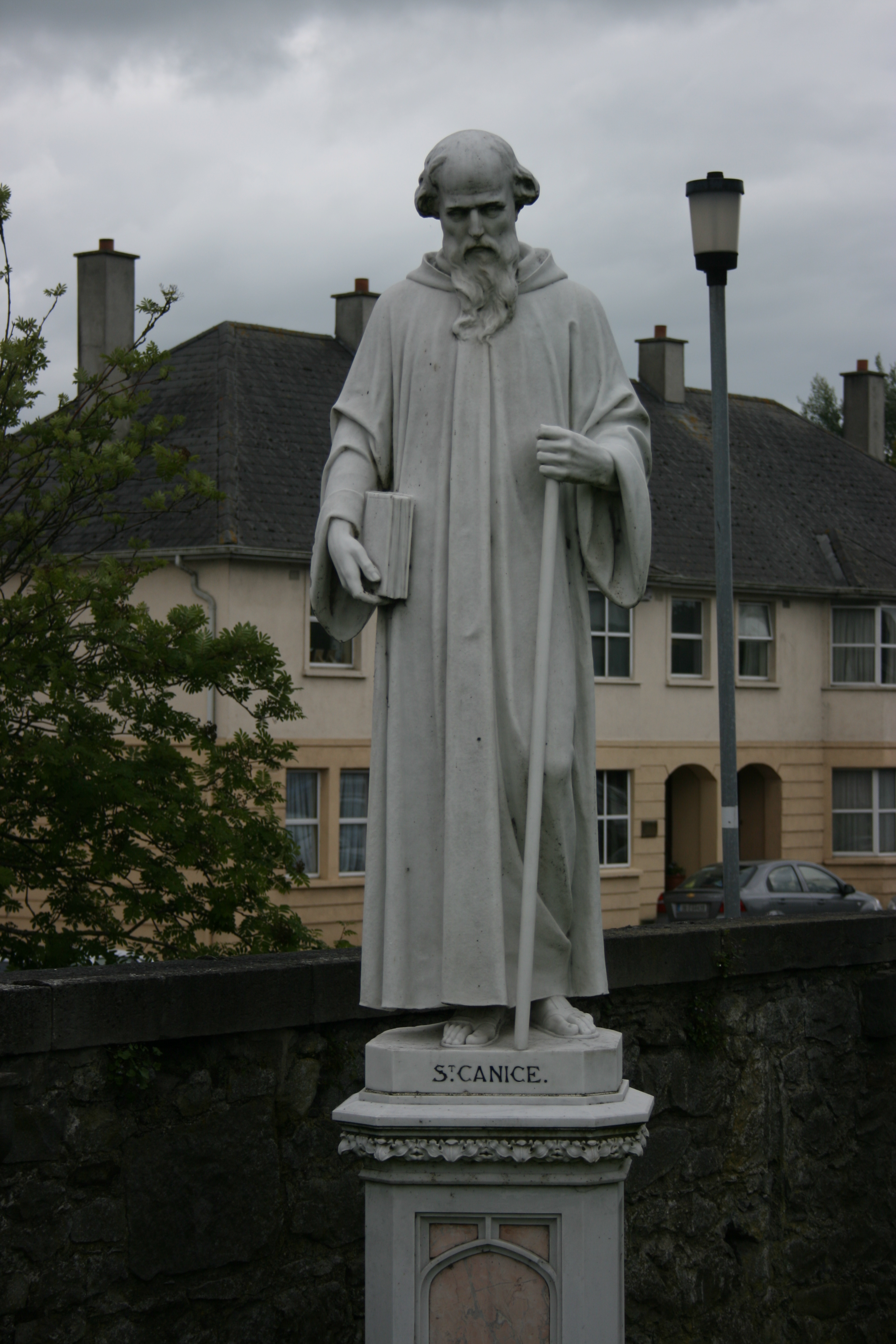
Statue des Cainnech in Kilkenny

Cainnech von Aghaboe, auch bekannt als Canice oder Kenneth, war ein bedeutender früh-irischer Heiliger und Klostergründer. Geboren um 515 in Glengiven, County Derry, Irland, erhielt er seine Ausbildung unter dem heiligen Finnian von Clonard und später unter dem heiligen Cadoc in Wales.
Cainnech gründete um 577 das Kloster in Aghaboe, County Laois, das zu einem wichtigen Zentrum des christlichen Lernens und der Spiritualität wurde. Er war auch maßgeblich an der Gründung weiterer Klöster beteiligt, darunter ein bedeutendes auf der Insel Iona, wo er eng mit dem heiligen Columban zusammenarbeitete. Er starb zwischen 599 und 601 und wurde in der von ihm gegründeten Abtei in Aghaboe beigesetzt.

## Wirken
Cainnech ist einer der Zwölf Apostel von Irland, einer Gruppe von frühchristlichen Heiligen, die entscheidend zur Verbreitung des Christentums in Irland beitrugen. Zahlreiche Wunder werden Cainnech zugeschrieben, darunter die Heilung von Kranken, die Auferweckung von Toten und die Beruhigung eines Sturms auf See durch seine Gebete. Sein Festtag wird am 11. Oktober gefeiert, und er wird in Irland, Schottland und Wales als Schutzheiliger gegen Krankheiten und Gefahren verehrt. Bekannt wurde er als Klostergründer, so gründete er etwa die Klöster in Kilkenny (im Original Cill Chainnigh, was „Kirche des Cainnech“ bedeutet), in Drumachose und Finglas.